# Dragan Ristić (muzičar)
Dragan Ristić (Valjevo, 1972) srpski je producent, glumac, kompozitor. Он је osnivač i član muzičke grupe KAL.

## Biografija
Rođen je 9. septembra 1972. godine u Valjevu, gde je završio Gimnaziju, jezički smer. Diplomirao je na Fakultetu dramskih umetnosti Univerziteta u Beogradu (odsek menadžment i produkcija pozorišta, radija i kulture) i master studije teorije dramskih umetnosti i medija na istom fakultetu.
Osnovao je 1996. godine u Valjevu muzičku grupu KAL sa kojom je ostvario veliki broj koncerata na brojnim muzičkim festivalima u zemlji i inostranstvu, za koju je komponovao i publikovao CD Asphalt Tango (2006), CD Radio Romanista (2009) i CD Romology (2013).
Pored rada sa grupom angažovan je na filmu i pozorištu kao producent, glumac ili kompozitor: 
- Film Emira Kusturice „Crna mačka, beli mačor“ bio je saradnik za prevod i muziku (1998),
- Romsko pozorište „Romani Theatre Raidna“ iz Beograda, u predstavi „Rotaqi Sung“ (Miris točka)(2003) i u predstavi „Bahanalije“ Gorana Stefanovskog (2001)  radio kao producent, glumac i kompozitor.
- Romsko pozorište „Vareso Aver“ iz Budimpešte, 2000. godine, u drami „Žak, ili pokornost“ Ežena Joneska radio produkciju, a bio je glumac i kompozitor, u predstavi „Krvava svadba“ Federika Garsije Lorke radio produkciju i glumio.
- Kulturni centar Šumadija, režirao je 2011. godine predstavu „Dživdile karing o drom“ (Život pored puta).
- U Radio Beogradu je radio od 1994. do 1997. godine u programu na romskom jeziku kao novinar, urednik i prevodilac.

Kao koordinator za romski jezik obavljao je praksu u Evropskom centru za prava Roma (ERRC) u Budimpešti. Govori romski i engleski, a služi se mađarskim. Od 1998. godine je direktor Romskog kulturnog centra Beograd i od 2011. godine član Upravnog odbora Centra za prava manjina i direktor Škole romskog jezika i kulture „Amala“

## Učešće na festivalima, radionicama...
- 1994-1997

, , romske novine za odrasle i decu, kao novinar i prevodilac
- 1997.

Učestvovao na međunarodnom jugoslovenskom festivalu Budva 1997
- 1998.

Održao performans u alternativnom pozorištu „Svi različiti-svi jednaki“, povodom Međunarodnog dana borbe protiv rasizma
Uradio prevod, muziku, organizovao izvođenje za romsku lutkarsku predstavu „Sasa pe jekh ivend“ (Bilo jednom jedne zime)
Komponovao, aranžirao i izvodio CD „Balkan Ambiance“ izdat u Nemačkoj, Švajcarskoj, Austriji, Bugarskoj, Jugoslaviji i Mađarskoj
- 1999.

Koordinator u pozorišnoj radionici, Međunarodna unija Roma, Romska kultura i jezik - letnja škola, Berlin
- 2002.

Učešće na muzičkom festivalu La Notte Di San Lorenzo, Milano Italija
- 2003.

Učešće na muzičkom projektu Romano Suno, Radio B92
Učešće na  11. Evropskom bijenalu mladih umetnika, Atina, Grčka
- 2004.

Učešće na Sziget festivalu, Mađarska
- 2007.

Učešće na Roksilde festivalu, Danska i EXIT-u, Novi Sad, Srbija

## Objavljene publikacije
- 1997 - Romski mediji u Jugoslaviji, razvoj i mogućnosti, Studije o Romima
- 1999 – Istorija romskog teatra

## Nagrade
- 2001. – Prva nagrada za pozorišni komad Krvavo venčanje (F.G.Lorka) na „Civis Europe Festival“, , Varšava, Poljska
- 2006. - Treće mesto na godišnjoj listi
- 2007. - Prvo mesto na godišnjoj listi
- 2007. - Prvo nagrada Davorin Popović za najboqi video na prostorima bivše Jugoslavije 2007.
- 2009. - Drugo mesto na godišnjoj listi
- 2009. - Top 20 World Music CDs of the Year za bend KAL.
- 2016 - Zlatna značka kulturno prosvetne zajednice Srbije za izuzetan doprinos u oblasti kulture

## Spoljašnje veze
- Biografija na sajtu benda KAL